# Kecamatan Tarakan Timur
Kecamatan Tarakan Timur (indonesiska: Tarakan Timur) är ett distrikt i Indonesien.   Det ligger i provinsen Kalimantan Utara, i den norra delen av landet, 1 600 km nordost om huvudstaden Jakarta. Kecamatan Tarakan Timur ligger på ön Pulau Tarakan.